# Bataille de Veere (1351)
guerre des Hameçons et des Cabillauds
La bataille de Veere eut lieu le 10 juin 1351, lors de la phase initiale des conflits de la guerre des Hameçons et des Cabillauds. C'était une petite bataille navale dans les environs de Veere entre les partisans de Marguerite II de Hainaut et de l'autre côté son fils Guillaume V de Hollande.

## Contexte
À partir de 1350, il y apparut une confusion juridique sur qui dirigeait les comtés de Hollande, de Frise et de Zélande. Guillaume V, resté aux Pays-Bas, a pu rassembler un très grand nombre d'adeptes derrière lui, notamment dans les villes. Ils en sont venus à s'appeler les Cabillauds, parce que, comme les gros poissons, ils écrasaient les plus petits. Leurs adversaires étaient les Hameçons qui se sentaient suffisamment courageux pour les combattre et étaient principalement des partisans de la mère de Guillaume V, Marguerite de Bavière (plus connue sous le nom de Marguerite II de Hainaut).
Pour affirmer son pouvoir, Guillaume V de Hollande et ses partisans ont lancé une campagne armée dans les dix-sept châteaux de nobles Hameçons, pour ensuite les piller et les brûler. Neuf des dix-sept châteaux sont encore connus par leur nom, y compris le château de Roozendaal près de Voorschoten, le château de Binckhorst (nl) près de Voorburg, le château de Polanen (nl), le château d'Oud Haerlem (nl), le château de Brederode, tous près de Haarlem et aussi le château de Medemblik (nl).
Depuis le Hainaut, Marguerite a été informée de la situation en Hollande et en Zélande et a décidé de se tourner vers son beau-frère Édouard III d'Angleterre pour obtenir de l'aide. En échange de son appui contre les partisans de son fils, elle lui a promis qu'il gagnerait la domination sur la Hollande, la Frise et la Zélande pendant un nombre indéterminé d'années.

## Déroulement
Marguerite conclut une alliance avec le roi Édouard III d'Angleterre. Elle a réussi à assembler une flotte dans la région de Veere, composée de zélandais, hunois et anglais dirigés par Wauthier de Masny et Thierry III de Brederode.
Le comte Guillaume V était également arrivé de Hollande avec une flotte et à son approche, une bataille s'ensuivit. Ce combat sanglant a fait de nombreuses victimes des deux côtés. Marguerite, cependant, a remporté la victoire et a ordonné à son fils de se retirer.
Selon la tradition, la flotte de Guillaume V se composait de 15 navires et la taille de la flotte aux couleurs de Marguerite est restée inconnue à ce jour. L'amiral Wauthier de Masny aurait dit à Guillaume V que cette bataille n'était encore rien et qu'il devait améliorer sa défense. Cette rencontre arrivera à la bataille de Zwartewaal (5 au 7 juillet 1351) .